# Campuchia tại Đại hội Thể thao Đông Nam Á 2007
Campuchia sẽ tham dự Đại hội Thể thao Đông Nam Á 2007 tại thành phố Nakhon Ratchasima, Thái Lan từ ngày 6 đến ngày 16 tháng 12 năm 2007.

## Thành tích

### Bảng huy chương
|      | Môn                  | Vàng | Bạc | Đồng | Tổng |
| ---- | -------------------- | ---- | --- | ---- | ---- |
| 1.   | Bi sắt               | 2    | 3   | 2    | 7    |
| 2.   | Taekwondo            | 0    | 1   | 2    | 3    |
| 3.   | Điền kinh            | 0    | 1   | 1    | 2    |
| 4.   | Vật                  | 0    | 0   | 4    | 4    |
| 5.   | Bóng chuyền bãi biển | 0    | 0   | 1    | 1    |
| =.   | Quần vợt             | 0    | 0   | 1    | 1    |
| =.   | Quyền Anh            | 0    | 0   | 1    | 1    |
| Tổng | Tổng                 | 2    | 5   | 12   | 19   |

### Vàng

- Bi sắt
  - Cá nhân nam: Chanmean Sok
  - Đôi nam: Chimi Ok, Sophorm Yim

### Bạc
- Bi sắt
  - Ba nam: Nora Tep, Randyne So, Ratana Chao, Vanna Kim

  - Cá nhân nữ: Srey Mom Ouk
  - Đôi nữ: Leng Ke, Sophorn Duch

- Điền kinh
  - Marathon nam: Hem Bunting
- Taekwondo
  - Dưới 72 kg nam: Tubbs Daren

### Đồng
- Bi sắt
  - Nữ kỹ thuật: Piseth Em
  - Đôi nam nữ: Chandaren Or, Dina Duong

- Bóng chuyền bãi biển
  - Nam: Kong Sopheap, Som Chamnap
- Điền kinh
  - 5.000 m nam: Hem Bunting

- Quần vợt
  - Đơn nam: Tan Nysan
- Quyền Anh
  - Hạng trung 75 kg nam: Hin Sai Heng
- Taekwondo
  - Dưới 84 kg nam: Sorn Elit
  - Dưới 51 kg nữ: Chhoeun Puthearim
- Vật
  - Dưới 66 kg nam: Chab Loeun
  - Dưới 74 kg nam: Dorn Saov
  - Dưới 51 kg nữ: Nuth Srey Roath
  - Dưới 55 kg nữ: Try Sothavy